# Omar Blanco
Héctor Omar Blanco Gómez (ur. 17 lipca 1975 w Guadalajarze) – meksykański piłkarz występujący na pozycji lewego obrońcy.

## Kariera klubowa
Blanco pochodzi z miasta Guadalajara i jest wychowankiem akademii juniorskiej tamtejszego zespołu Club Atlas. Do seniorskiej drużyny został włączony jako dwudziestolatek przez argentyńskiego szkoleniowca Eduardo Solariego i w meksykańskiej Primera División zadebiutował 26 sierpnia 1995 w wygranym 2:0 meczu z Santos Laguną. Od razu wywalczył sobie pewne miejsce w wyjściowym składzie i premierowego gola w najwyższej klasie rozgrywkowej strzelił 9 marca 1996 w przegranej 1:2 konfrontacji z Leónem. W sezonie 1995/1996 dotarł z Atlasem do finału krajowego pucharu – Copa México. Bezpośrednio po tym sukcesie został zawodnikiem Deportivo Toluca, gdzie również z miejsca został podstawowym graczem drużyny. W wiosennym sezonie Verano 1998 zdobył z tym zespołem pierwsze w karierze mistrzostwo Meksyku. Sukces ten powtórzył później jeszcze dwukrotnie, odpowiednio rok i dwa lata później; w rozgrywkach Verano 1999 i Verano 2000. Podczas jesiennego sezonu Invierno 2000 zanotował za to z Tolucą tytuł wicemistrza kraju.
Latem 2002 Blanco został ściągnięty przez swojego byłego trenera z Toluki, Enrique Mezę, z powrotem do Club Atlas. Tam spędził kolejne dwa lata, mając zapewnioną silną pozycję w pierwszym składzie ekipy, lecz nie potrafił nawiązać do licznych sukcesów odnoszonych w barwach poprzedniego zespołu. Na początku 2005 roku, po sześciu miesiącach bezrobocia, powrócił do drużyny Deportivo Toluca, lecz tym razem występował w niej tylko przez następne półrocze, a ponadto pełnił wyłącznie funkcję rezerwowego i tylko jeden raz pojawił się na ligowych boiskach. W styczniu 2007 podpisał jeszcze umowę z nowo powstałym zespołem Club Tijuana, występującym w rozgrywkach drugiej ligi meksykańskiej, jednak nie zanotował tam żadnego występu, wobec czego w wieku 32 lat zakończył swoją karierę piłkarską.

## Kariera reprezentacyjna
W seniorskiej reprezentacji Meksyku Blanco zadebiutował za kadencji selekcjonera Enrique Mezy, 20 września 2000 w wygranym 2:0 meczu towarzyskim z Ekwadorem. Wystąpił w jednym spotkaniu wchodzącym w skład eliminacji do Mistrzostw Świata 2002, na które jego kadra narodowa zdołała się ostatecznie zakwalifikować. Ogółęm swój bilans reprezentacyjny zamknął na siedmiu rozegranych konfrontacjach, w których ani razu nie wpisał się na listę strzelców.